# Diocèse de Nancy-Toul
Le diocèse de Nancy et Toul (en latin : Dioecesis Nanceiensis-Tullensis) est un des quatre diocèses de la Lorraine rattaché à l'Église catholique. Il succède depuis le concordat de 1801 (bulle pontificale  Qui Christi Domini) à l'éphémère diocèse de Nancy, créé en 1777, et à l'ancien diocèse de Toul fondé au IVe siècle. Actuellement, l'évêché de Nancy et Toul est suffragant de la province ecclésiastique de Besançon.
Pour des questions de prestige et de fidélité mémorielle, les évêques de Nancy, également primats de Lorraine, sont autorisés par le bref apostolique du 20 février 1824 à accoler à leur titre celui d'évêque de Toul. À noter que l'évêque de Nancy et Toul est le seul évêque en France qui peut se vêtir du surhuméral, attribut historique porté par les évêques de Toul depuis le haut Moyen Âge.

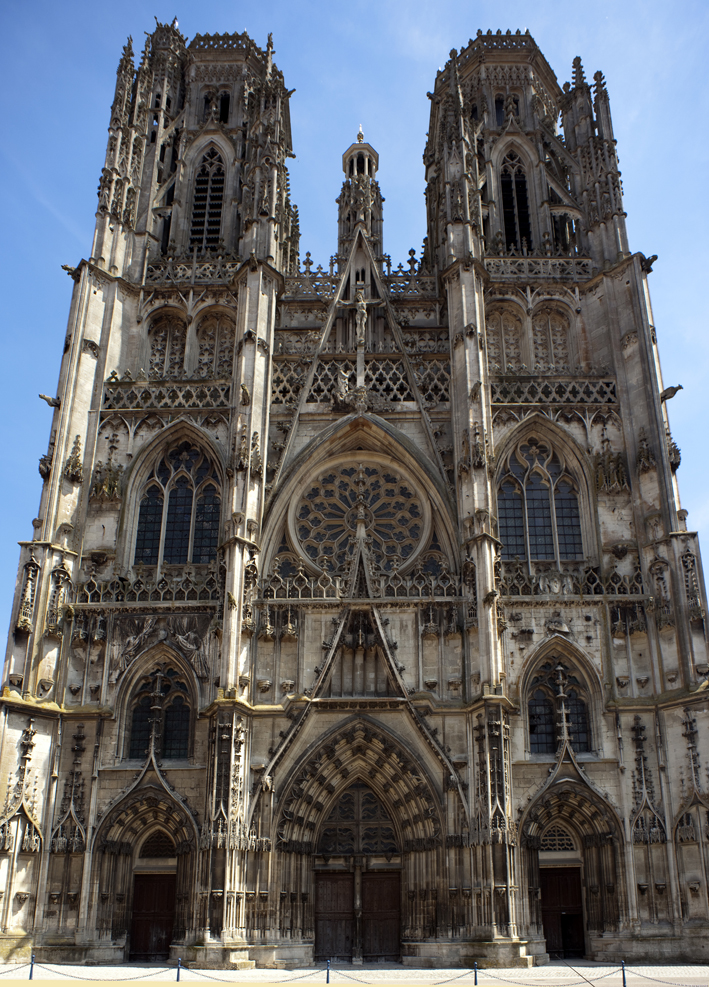
Cathédrale Saint-Étienne de Toul.

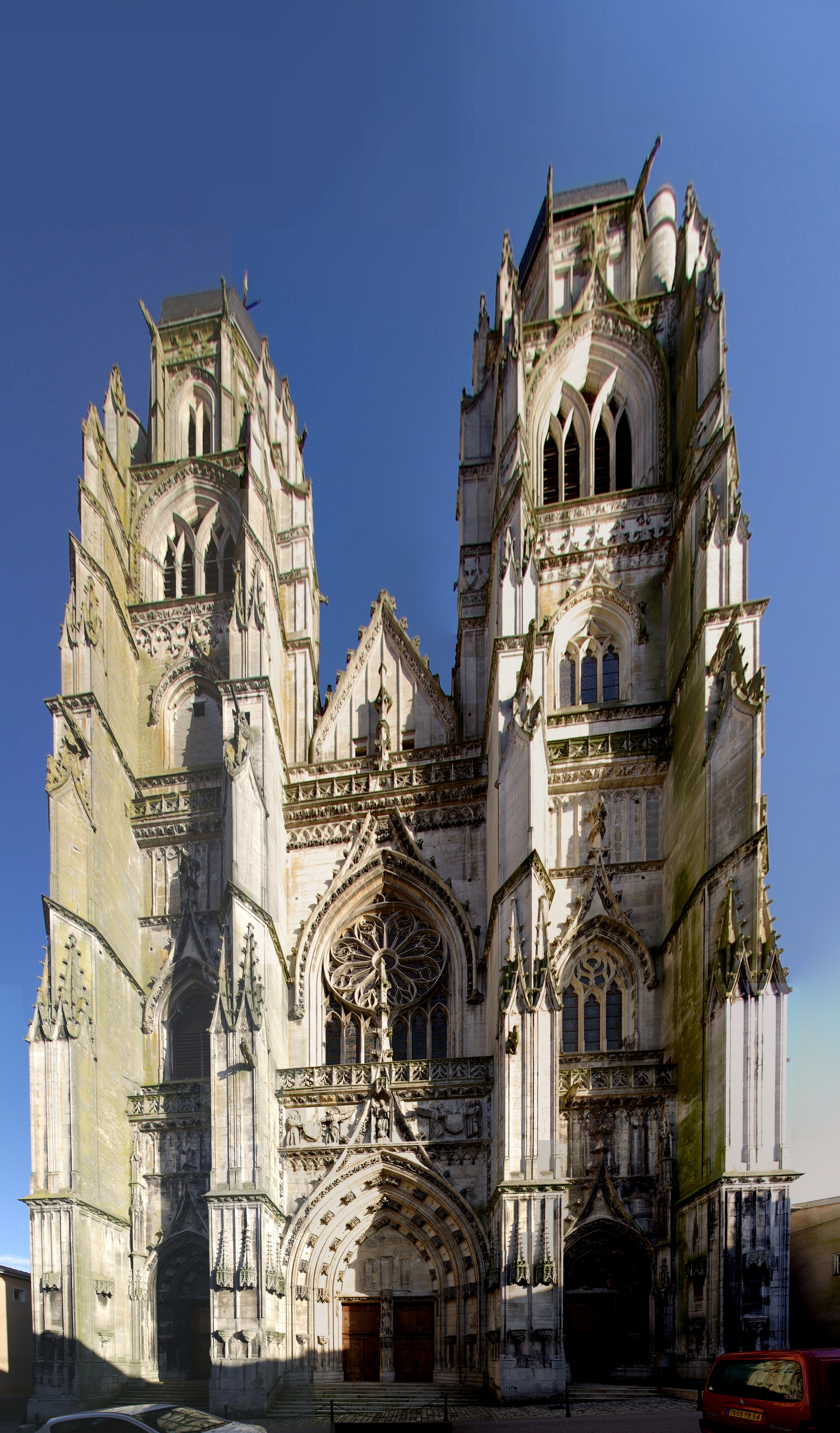
Basilique de Saint-Nicolas-de-Port.

## Description géographique
Le territoire du diocèse de Nancy et de Toul correspond au département de Meurthe-et-Moselle.
Il est divisé en dix « secteurs pastoraux » eux-mêmes subdivisés en cinquante-cinq paroisses :
- Lunévillois (10 paroisses)

1. Paroisse Sainte-Anne de Lunéville
2. Paroisse du Bienheureux-Jean-XXIII du Sânon
3. Paroisse Saint-Nicolas en Lorraine
4. Paroisse Sainte-Marie en Pays de Sel
5. Paroisse Saint-Dominique des Trois Rivières
6. Paroisse du Bienheureux-Gervais-Brunel de la Mortagne
7. Paroisse Saint-Epvre de la Vezouze
8. Paroisse Sainte-Thérèse du Val de Meurthe
9. Paroisse Saint-François du Blâmontois
10. Paroisse le Bon-Père-Fourier des Vosges

- Nancy-Est (6 paroisses)

1. Paroisse Saint-Augustin-Schoeffler
2. Paroisse du Bienheureux-Joseph-Gérard de l'Amezule
3. Paroisse du Bienheureux-Frédéric-Ozanam à l'Est de Nancy
4. Paroisse Saint-Jean-Marie-Vianney
5. Paroisse de la Sainte-Trinité
6. Paroisse Saint-Pie-X

- Nancy-Ouest (3 paroisses)

1. Paroisse Notre-Dame-des-Nations
2. Paroisse du-Bon-Pasteur
3. Paroisse de-la-Sainte-Famille

- Nancy-Sud (3 paroisses)

1. Paroisse de la Visitation sur Moselle-et-Madon
2. Paroisse Sainte-Jeanne-de-Chantal
3. Paroisse Saint-François-de-Sales

- Nancy-Ville (7 paroisses)

1. Paroisse Notre-Dame-de-Bonne-Nouvelle
2. Paroisse Saint-Pierre-Notre-Dame-de-Bonsecours
3. Paroisse Notre-Dame-de-Lourdes
4. Paroisse Saint-Charles-de-Foucauld
5. Paroisse Saint-Jean-de-la-Commanderie
6. Paroisse Saint-Epvre
7. Paroisse Saint-Jean-Bosco

- Orne (5 paroisses)

1. Paroisse Sainte-Claire en Jarnisy
2. Paroisse Saint-Luc du Val-d'Orne
3. Paroisse du-Christ-aux-Liens
4. Paroisse Saint-Jean-l'Évangéliste
5. Paroisse Saint-Marc de la Pienne

- Pays-Haut (7 paroisses)

1. Paroisse Saint-Jean-Baptiste-de-la-Salle
2. Paroisse Saint-Antoine-de-Padoue
3. Paroisse de la Divine-Providence
4. Paroisse Saint-Martin de Longwy
5. Paroisse Les-Apôtres-Pierre-et-Paul
6. Paroisse Notre-Dame-de-la-Moulaine
7. Paroisse Saint-Pierre-et-Saint-Paul de l'Alzette

- Pays Mussipontain (6 paroisses)

1. Paroisse Saint-Pierre-Fourier en Pays Mussipontain
2. Paroisse Notre-Dame-du-Rupt-de-Mad
3. Paroisse Saint-Bernard-de-Val-Dieu
4. Paroisse Saint-Euchaire
5. Paroisse Saints-Pierre-et-Paul
6. Paroisse Notre-Dame-de-Clévant

- Saintois-Bayonnais (3 paroisses)

1. Paroisse Notre-Dame-en-Saintois
2. Paroisse de la Bienheureuse Alix-le-Clerc du Madon
3. Paroisse du Bienheureux Antoine-de-Ravinel du Bayonnais

- Toulois (5 paroisses)

1. Paroisse Saint-Mansuy-du-Toulois
2. Paroisse Saint-Gérard-du-Toulois-Nord
3. Paroisse Saint-Léon-du-Toulois
4. Paroisse Saint-Gauzelin-du-Toulois-Sud
5. Paroisse du Bienheureux-Frédéric-Ozanam en Pays de Colombey

## Histoire

### Le diocèse de Toul

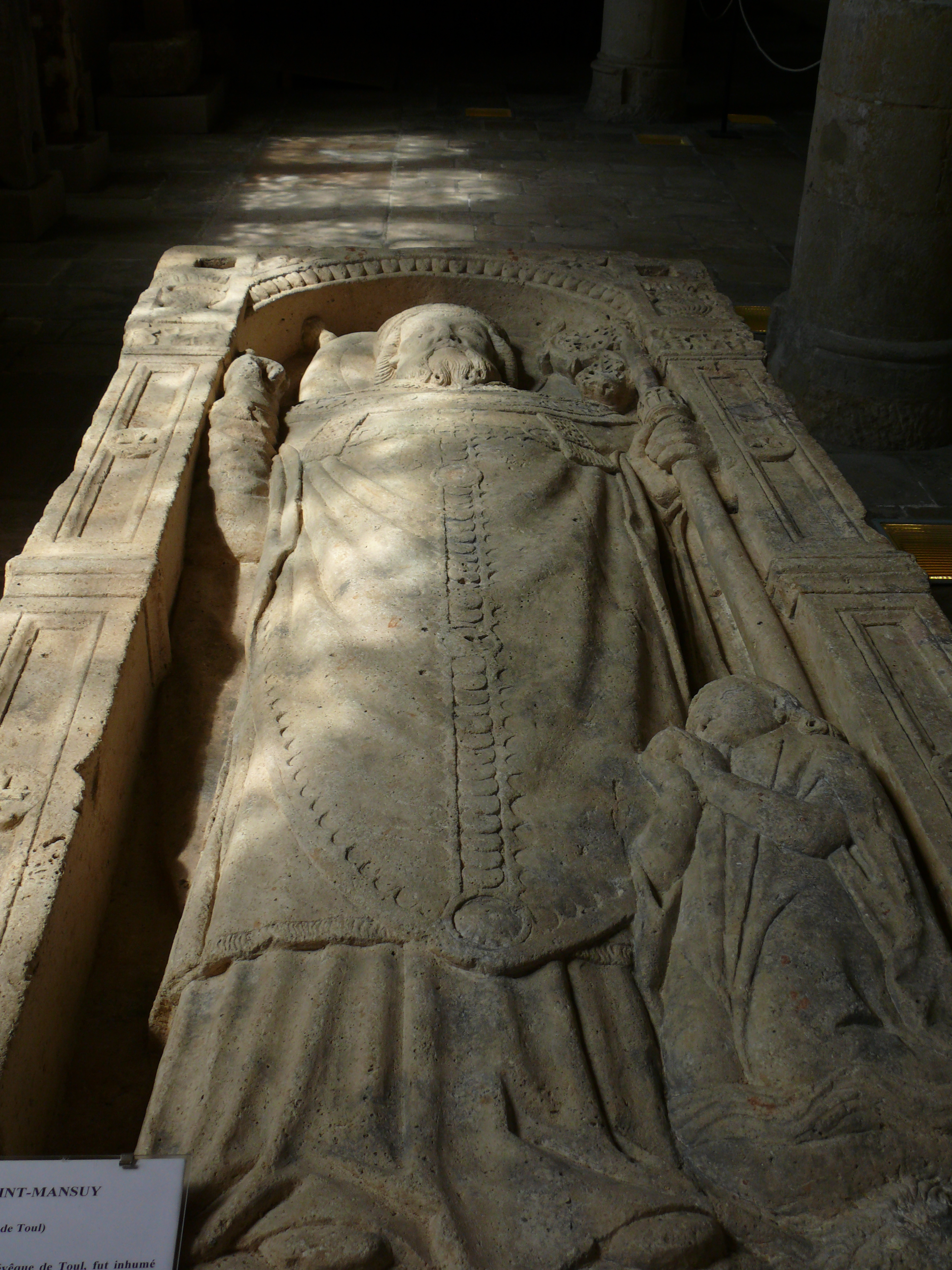
Tombeau de saint Mansuy (installé dans la cathédrale de Toul).

Le diocèse de Toul, créé par saint Mansuy en 338 pour la tribu des Leuques dans la Belgica prima gallo-romaine, puis intégré dans une Lotharingia sous influence germanique, dépendait de la province ecclésiastique de l'ancien archidiocèse de Trèves, en Rhénanie-Palatinat (aujourd'hui, le diocèse de Trèves est suffragant de l'archidiocèse de Cologne).
Son territoire était de loin le plus important et le plus riche de Haute-Lorraine. C'était aussi une terre monastique, en particulier un foyer actif de la réforme bénédictine de la fin du VIIIe siècle au XIe siècle. Mis à part Toul et sa suburbium, on peut citer les abbayes éphémères de Saint-Germain et de Saint-Martin sur la Meuse, les monastères de Saint-Pient à Moyenvic, d'Enfonvelle, de Poulangy, Varennes-en-Argonne et Montier-en-Der progressivement perdus pour le siège de Toul, les abbayes vosgiennes de Bonmoutier, Senones, Moyenmoutier et Saint-Dié. Durant et après la période othonienne marquée par les chanoinesses d'Andlau à Étival et les chanoinesses de Remiremont, les institutions canoniales se multiplient, prenant parfois la suite d'abbayes bénédictines sécularisées après la régression de l'observance.
Au commencement du XVe siècle, le diocèse comprenait 23 doyennés et 680 paroisses ; au début du XVIIIe siècle, il regroupait 25 doyennés, 761 paroisses et 233 annexes. Il était divisé depuis longtemps en six archidiaconés :
- Toul, où s'élève la cathédrale Saint-Étienne ;
- Port (actuellement Saint-Nicolas-de-Port), avec sa prestigieuse basilique Saint-Nicolas, dont dépendaient Nancy et sa primatiale ;
- Vôge ;
- Vittel, qui se divisait en cinq doyennés : le Saintois, Neufchâteau, Châtenois, Bourmont et Vittel ;
- Reynel ;
- Ligny.

Dans un diocèse aussi vaste que celui de Toul, à une époque où les communications étaient si difficiles, l'évêque visitait rarement les diverses paroisses soumises à sa juridiction (la  visite pastorale). Il était aidé dans son administration par les archidiacres et les doyens : chaque année, au retour du grand synode ou synode diocésain qui avait lieu dans le chœur de la cathédrale de Toul le mercredi avant la Pentecôte, ils tenaient le synode décanal ou rural et communiquaient alors aux prêtres les instructions de l’évêque et leur remettaient les Saintes Huiles.

### Le diocèse de Nancy
Les velléités des ducs de Lorraine et de Bar de créer un évêché national pour affermir leur indépendance face à la France s'étaient toujours heurtées à l’opposition des souverains français (au tout début des années 1600 ou en 1721 par exemple) qui avaient su à plusieurs reprises influencer le pape. Le politique primait sur le bon sens. Seule compensation obtenue : le titre de primat de Lorraine en 1602.
En 1766, la mort de Stanislas, dernier duc titulaire de Lorraine, signe de facto l'intégration de la Lorraine et du Barrois dans le royaume de France. Plus rien ne s'oppose alors, enfin, à l'érection de Nancy en siège épiscopal. Le diocèse de Nancy est créé un an plus tard, le 19 novembre 1777, par la bulle Ad universam agri du pape Pie VI au détriment du temporel de l'antique évêché de Toul. Ce dernier est devenu en réalité l'ombre de lui-même car, outre Nancy, Saint-Dié est également érigé en évêché la même année.
Pour l'antique et important diocèse de Toul, 1777 est donc une année charnière qui voit la création-refonte de trois diocèses : Toul, Nancy et Saint-Dié. Tous sont suffragants de Trèves. Le nouveau diocèse de Nancy prend comme cathédrale la primatiale de Lorraine à Nancy.

### Les évêchés pendant la Révolution
Après la Révolution, le Pape Pie VII et le Premier Consul Bonaparte conclurent le concordat de 1801 pour rétablir le culte en France. Avec la bulle pontificale Qui Christi Domini du 29 novembre 1801, les diocèses furent réorganisés en soixante sièges seulement, dont dix archevêchés. Le concordat, supprimant les anciennes délimitations ecclésiastiques, créa un nouveau diocèse de Nancy suffragant de Besançon et correspondant à trois départements de Lorraine: La Meurthe, la Meuse et les Vosges, supprimant ainsi les diocèses de Toul, Saint-Dié et Verdun.

### L'évêché de Nancy-Toul
Sous la Restauration, le nouveau concordat de 1817 prévoyait de rétablir les anciens diocèses, ce qui s'effectua entre 1822 et 1824 dans les limites départementales, le diocèse de Nancy s'étendant sur le seul département de la Meurthe, et prenant le nom de Nancy et de Toul par le bref apostolique du 20 février 1824.
En 1858, une supplique fut envoyée à Napoléon III pour ériger Nancy en « siège métropolitain » (et donc en archevêché), et ainsi ne plus dépendre de Besançon. Les arguments avancés étaient à la fois historiques (importance de l'ancienne capitale des duchés de Lorraine et de Bar) et géographiques : Verdun, Metz, même Nancy, sont très éloignés de Besançon. La demande resta vaine.
Le diocèse fut redéfini dans les limites du nouveau département de Meurthe-et-Moselle en 1873, à la suite du traité de Francfort, et conserva cette configuration après le rattachement des provinces perdues après la Première Guerre mondiale.
Le 10 octobre 1988, le diocèse de Nancy a eu le privilège d'accueillir le pape Jean-Paul II lors de son voyage apostolique dans l'Est de la France (Strasbourg, Metz, Nancy). Un discours a été adressé aux participants du synode diocésain dans la cathédrale-primatiale de Nancy. Ensuite, une célébration de la parole, avec une homélie du pape, a eu lieu place Carnot. Jean-Paul II, lui-même né Polonais, a ainsi pu se recueillir dans l'ancienne capitale du duc Stanislas Leszczynski, ancien roi de Pologne.

#### Confirmation du privilège liturgique du surhuméral

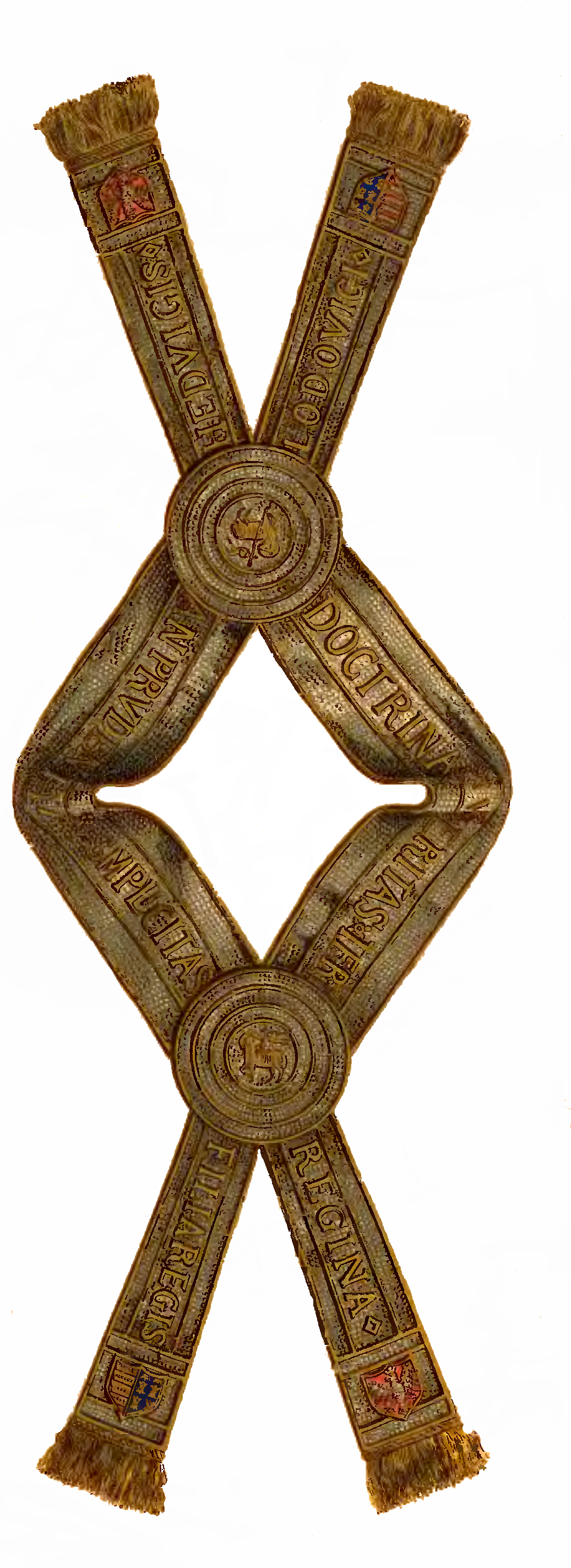
Surhuméral (ou rationale) de Cracovie.

L'évêque de Toul était doyen de la province de Trèves et comme insignes de cette dignité, il portait, lorsqu'il officiait pontificalement, un ornement appelé huméral (superhumeralis), sorte de pallium couvert de pierres précieuses dont lui seul parmi tous les évêques de l'Église latine était décoré. Le concordat de 1802 ayant supprimé les anciens privilèges, quelques personnes se croyaient autorisées à révoquer le droit de l'évêque de Nancy et de Toul de se vêtir du surhuméral sans une nouvelle autorisation. Pour dissiper les scrupules, Charles Martial Lavigerie a obtenu du pape Pie IX, daté du 16 mars 1865 par le cardinal Patrizi, préfet de la Congrégation des rites, le bref suivant :

« Entre autres ornements que porte l'Évêque de Toul lorsqu'il célèbre pontificalement est celui que l'on nomme Surhuméral parce qu'il se place sur les épaules de l'Evêque célébrant et qu'il est fait de telle sorte qu'il ressemble à une étole large ornée de franges qui tourne autour des épaules, avec deux manipules pendants par devant et par derrière, et sur chaque épaule, en forme de bouclier rond, chargé de pierres précieuses. Les plus graves auteurs attestent que l'Evêque de Toul a fait usage de cet ornement depuis environ huit siècles. La tradition rapporte même que ce privilège a été accordé à l'Evêque de Toul par le saint Pontife Léon IX qui quoique élevé au souverain Pontificat conserva l'administration de l'Evêché de Toul. Charles Martial Allemand Lavigerie, Evêque de Nancy et de Toul, désirant maintenir ce privilège insigne du seul Evêque de Toul entre les Evêques latins, même après le rétablissement des Rites de la Sainte Eglise Romaine en son diocèse, a très humblement demandé à notre très saint Seigneur le Pape Pie IX de pouvoir conserver le privilège susdit. Or, sa Sainteté, ayant surtout égard à l'antiquité de l'ornement en question, porté par l'Evêque de Toul, sur le rapport du Secrétaire de la Sacrée Congrégation des Rites soussigné, a daigné par grâce toute spéciale et qui jamais ne pourra être apportée en exemple, permettre que quand l'Évêque de Nancy et de Toul célébrera pontificalement, il puisse faire usage de l'ornement susdit, nonobstant toute opposition contraire. »

— Abbé Pierre-Étienne Guillaume, Le surhuméral : prérogative séculaire des seuls évêques de Toul, chez les Latins, en raison de l'antiquité de leur église, Nancy, impr. Vve Raybois, 1865, 7 p.

## Évêques et cardinaux du diocèse

### Évêques originaires du diocèse de Nancy et de Toul
- Jean des Porcelets de Maillane, né à Valhey en 1582, évêque de Toul
- Maurice Fréchard, né à Nancy en 1928, archevêque émérite d'Auch
- Claude Feidt, né à Audun-le-Roman en 1936, archevêque émérite d'Aix-en-Provence et Arles
- Pierre Raffin, né à Nancy en 1938, évêque émérite de Metz
- Claude Schockert, né à Foug en 1940, évêque émérite de Belfort-Montbéliard
- Jean-Pierre Grallet, né à Rozelieures en 1944, archevêque émérite de Strasbourg
- Jean-Paul Jaeger, né à Nancy en 1944, évêque d'Arras, ancien évêque de Nancy et de Toul.
- Jean-Pierre Cattenoz, né à Maxéville en 1945, archevêque d'Avignon
- Bruno Valentin, né à Nancy en 1972, évêque auxiliaire de Versailles

### Cardinaux originaires du diocèse de Nancy et de Toul
- le cardinal Odon de Toul (créé cardinal-diacre en 1050)
- le cardinal Jean III de Lorraine (né à Bar-le-Duc en 1498)
- le cardinal Charles de Lorraine (né à Joinville en 1524)
- le cardinal Louis de Lorraine (né à Joinville en 1527)
- le cardinal Louis II de Lorraine (né à Dampierre en 1555)
- le cardinal Charles de Lorraine (né à Nomeny en 1561)
- le cardinal Charles de Lorraine, primat de Lorraine, (né à Nancy en 1567)
- le cardinal Louis III de Lorraine (né à ??? en 1575)
- le cardinal Nicolas-François de Lorraine (né à ??? en 1609)
- le cardinal François-Désiré Mathieu (né à Einville-au-Jard en 1839)
- le cardinal Eugène Tisserant (né à Nancy en 1884)

### Pape originaire du diocèse de Toul
- Saint Léon IX (39e évêque de Toul)

## Pèlerinages, dévotions et patrimoine du diocèse

### Pèlerinages

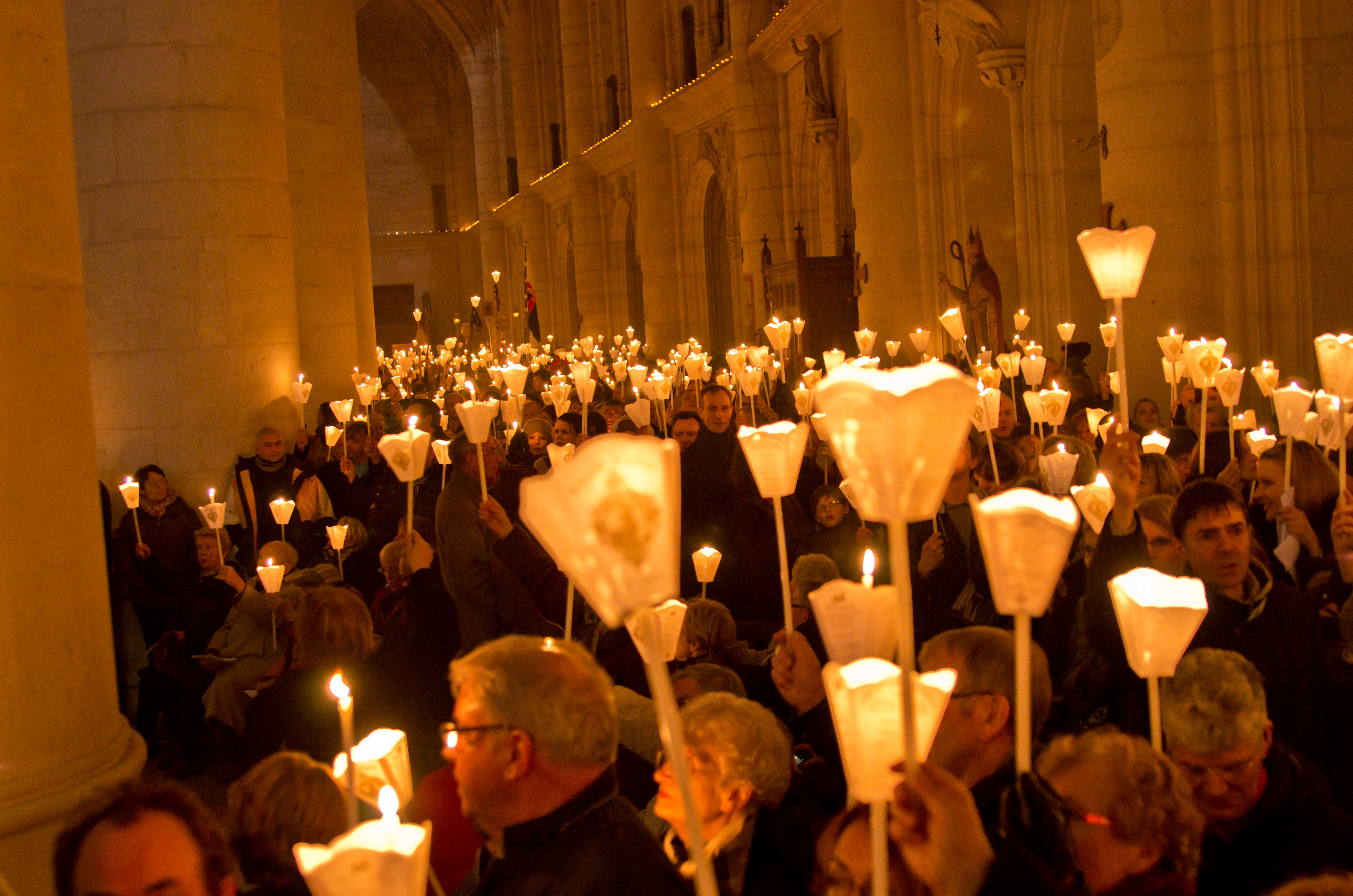
Traditionnelle procession aux flambeaux en la basilique Saint-Nicolas-de-Port.

- Sanctuaire Notre-Dame de Sion (la statue de la Vierge a été couronnée sur ordre du pape [Pie IX en 1873 ; le sanctuaire est érigé en basilique mineure par le pape Pie XI)
- Sanctuaire en l'honneur de Saint-Nicolas, patron de la Lorraine : depuis 1245, une procession aux flambeaux a lieu le samedi au plus proche du 6 décembre, dans la basilique
- Sanctuaire en l'honneur de Notre-Dame de Lourdes (Bruley) : chaque année, pèlerinage en l'honneur de l'Assomption de Marie (veillée le 14 au soir et messe le 15 août)
- Sanctuaire en l'honneur de La Vierge-des-Pauvres (Vandœuvre) : depuis la bénédiction du 17 mai 1953, lieu de pèlerinage (réplique du sanctuaire de Banneux)
- Sanctuaire en l'honneur de Notre-Dame-de-la-Bonne-Fontaine (Domjevin) : haut lieu de la spiritualité du Lunévillois (10 000 visiteurs chaque année)
- Sanctuaire en l'honneur de Notre-Dame de Grâce (Crevéchamps) : pèlerinage chaque année le 2 juillet, avec procession

### Dévotions
- Notre-Dame de Bonsecours (souvenir de la victoire du duc de Lorraine René II lors de la bataille de Nancy)
- Notre-Dame Au-Pied-d'Argent (Cathédrale de Toul)
- Notre-Dame de Bonne-Nouvelle (Cathédrale de Nancy)
- Notre-Dame de Sion (Basilique Notre-Dame de Sion)
- Notre-Dame du Rail (Jarny)
- Notre-Dame du Sureau (Bouxières-sous-Froidmont)
- Reliques de Saint-Sigisbert (Cathédrale de Nancy)
- Reliques de la bienheureuse Alix Le Clerc (Cathédrale de Nancy)
- Important morceau de la Vraie Croix, offert par Clément VIII au primat de Lorraine, le cardinal Charles de Lorraine (Cathédrale de Nancy)
- Relique du bienheureux Charles Ier d'Autriche (Basilique Saint-Epvre de Nancy)
- Relique du Saint-Clou de Notre-Seigneur (Cathédrale de Toul)

### Vierges couronnées
Deux sanctuaires ont eu les honneurs du couronnement liturgique :
- Notre-Dame de Bonsecours en 1865
- Notre-Dame de Sion en 1873

### Consécration
Le diocèse de Nancy-Toul est consacré au Sacré-Cœur depuis le mandement épiscopal de Joseph-Alfred Foulon du 21 novembre 1871.

## Saints et bienheureux du diocèse

### Saints

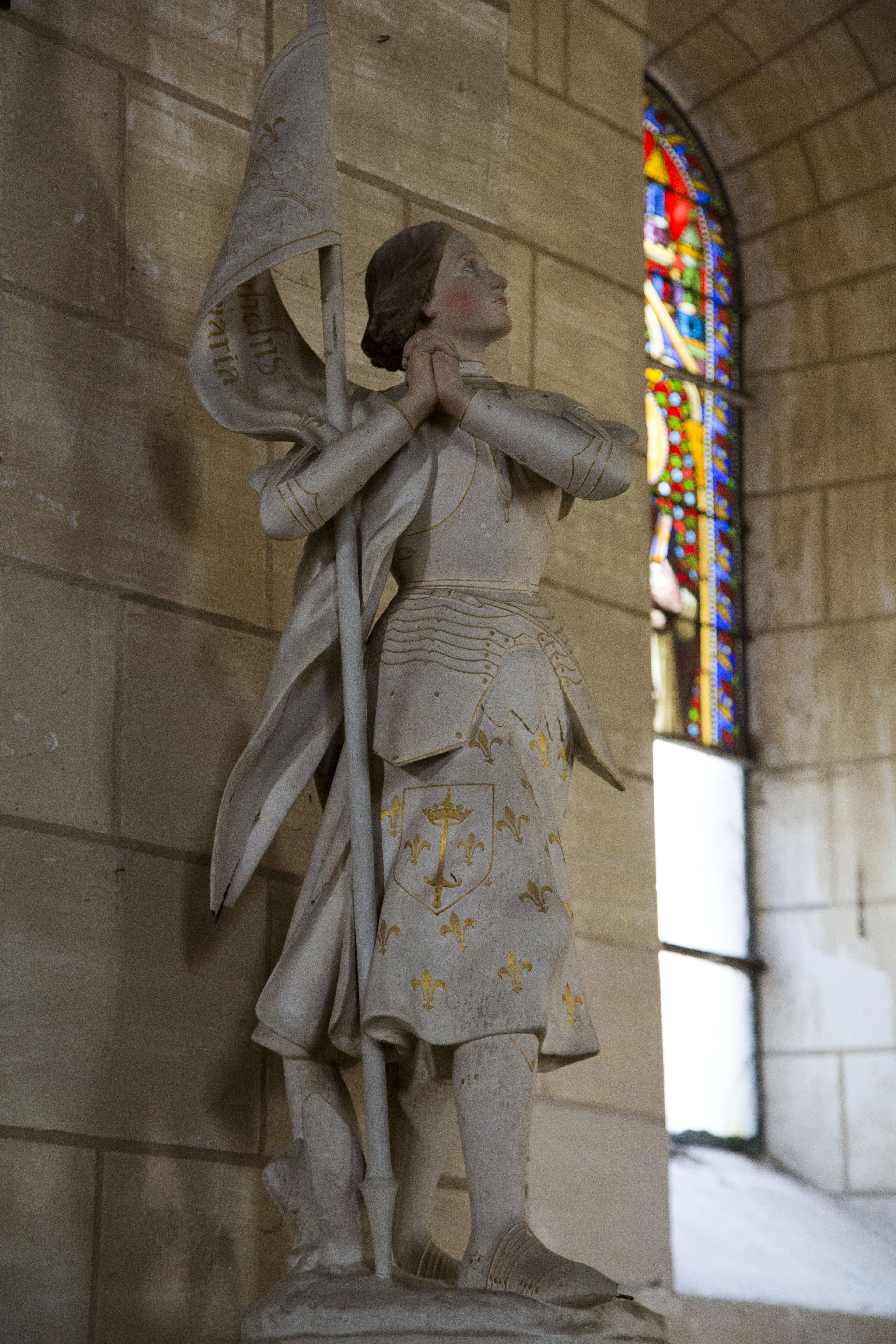
Sainte Jehanne d'Arc, née à Domrémy, dans l'ancien diocèse de Toul.

- Saint Augustin Schoeffler (décapité, le grand séminaire de Lorraine était placé sous son patronage)
- Saint Vincent de Lérins (né à Toul, il se retire au monastère de Lérins et rédige le Commonitorium)
- Saint Charles Borromée (saint patron du clergé du diocèse de Nancy et de Toul)

Selon la tradition, saints et saintes décapités sous l'empereur Julien : saint Euchaire, saint Élophe, sainte Gontrude, sainte Libaire, sainte Suzanne, sainte Ode, sainte Menne
- Saint Nicolas (patron de la Lorraine, grand pèlerinage le 6 décembre)
- Saint Dié (ou saint Déodat), moine à Saint-Dié (ancien diocèse de Toul)
- Saint Basle (ermite et évangélisateur de la Champagne et de la Lorraine)
- Saint Vaast (se retira à Toul où il fut ordonné prêtre ; catéchiste de Clovis)
- Les Saints de l'Abbaye du St-Mont (saint Amé, saint Arnould, saint Adelphe, saint Romaric)
- Sainte Reine (dans le village de Pierre-la-Treiche, une grotte-ermitage lui est dédiée)
- Saint Mansuy (1er évêque de Toul, fondateur du diocèse)
- Saint Amon (2e évêque de Toul)
- Saint Ours (6e évêque de Toul)
- Saint Epvre (7e évêque de Toul)
- Saint Albaud (8e évêque de Toul)
- Saint Bodon (17e évêque de Toul)
- Saint Gauzelin (32e évêque de Toul)
- Saint Gérard (33e évêque de Toul)
- Saint Étienne de Lunéville (34e évêque de Toul)
- Saint Léon IX (39e évêque de Toul, il devient pape)
- Saint Sigisbert (saint patron de la ville de Nancy)
- Saint Pierre Fourier (curé-religieux de Mattaincourt, enseignant, résistant et patriote lorrain)
- Sainte Jehanne d'Arc (née à Domrémy, dans l'ancien diocèse de Toul), vierge et patronne secondaire de la France

### Bienheureux
- Alix Le Clerc (fondatrice des Chanoinesses de Saint-Augustin de la Congrégation Notre-Dame)
- Philippe de Gueldre (duchesse de Lorraine, morte en 1547 à Pont-à-Mousson dans le couvent des Clarisses)
- Marguerite de Lorraine-Vaudémont (duchesse d'Alençon, mère de famille et clarisse)
- Jean de Vandières (curé de Fontenoy, abbé de Gorze et ambassadeur de l'empereur Otton Ier auprès du calife de Cordoue)
- Antoine de Ravinel (né à Bayon, décapité par la révolution française en 1792, pendant les massacres de Septembre)
- Jean-François Burté (né à Rambervillers, franciscain, cordelier, décapité par la révolution pendant les massacres de Septembre)
- Sébastien François (capucin né à Nancy, martyr le 10 août 1794 des pontons de Rochefort)
- Gervais-Protais Brunel (cistercien né à Magnières, martyr le 10 août 1794 des pontons de Rochefort)
- Jacques Gagnot, père Hubert de Saint-Claude (carme de Nancy, martyr le 10 septembre 1794 des pontons de Rochefort)
- Jean-Baptiste Guillaume, « frère Uldaric » (frère des écoles chrétiennes de Nancy, martyr le 27 août 1794 des pontons de Rochefort)
- Joseph Gérard (né le 12 mars 1831 à Bouxières-aux-Chênes, prêtre des Oblats de Marie-Immaculée, fondateur de l'Église du Lesotho, mort le 29 mai 1914)
- Charles de Foucauld (a fait ses études, sa première communion et sa confirmation à Nancy ; assassiné au Sahara algérien en 1916)
- Charles Ier de Habsbourg-Lorraine (maison de Habsbourg-Lorraine), dernier empereur d'Autriche.
- René Dubroux, prêtre-missionnaire Missions étrangères de Paris assassiné en 1959 in odium fidei (martyrs du Laos)

## Cathédrales et basiliques du diocèse

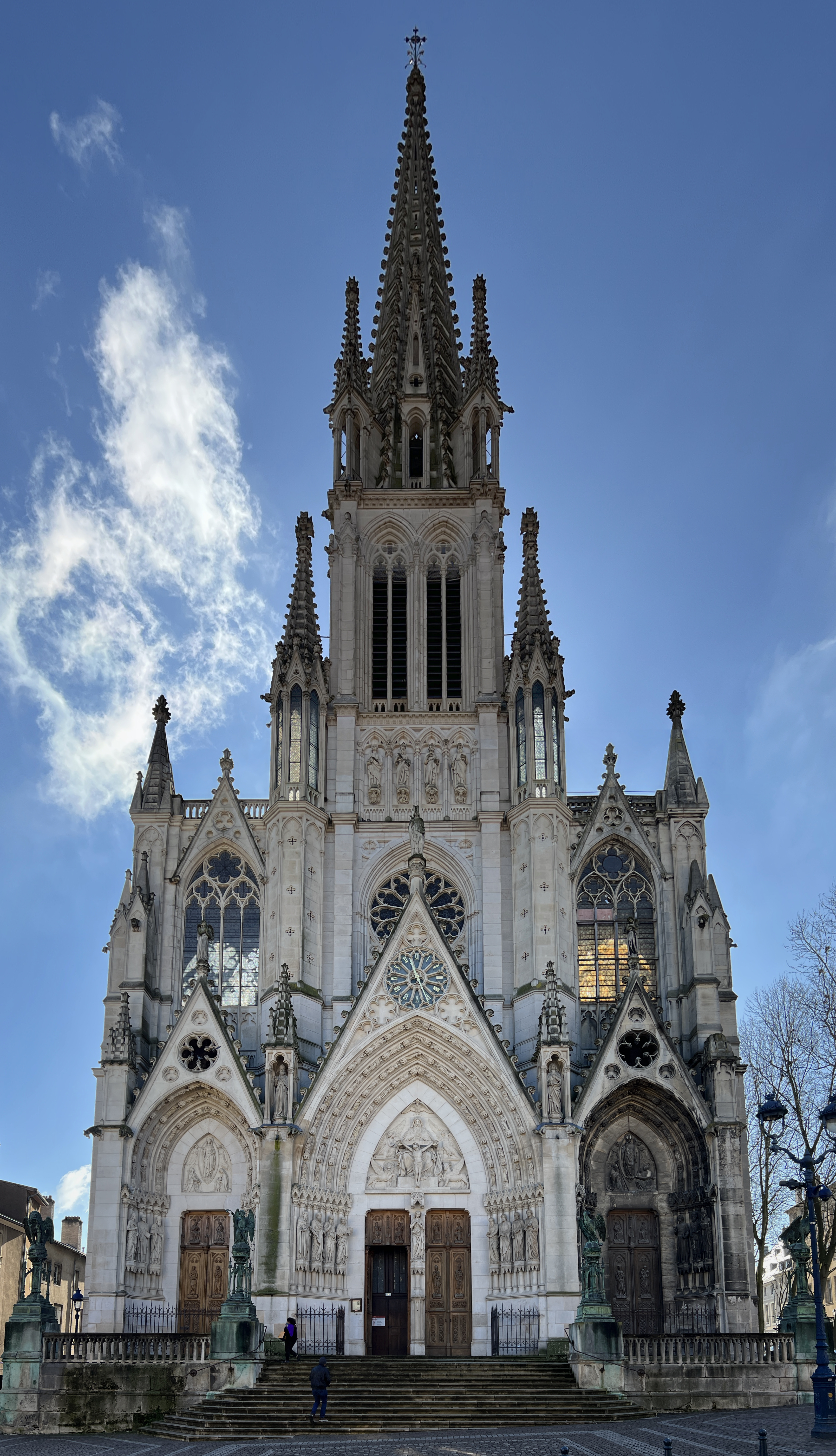
Basilique Saint-Epvre de Nancy.

- Cathédrale Saint-Étienne de Toul (XIIIe – XVIe siècles)
- Cathédrale primatiale Notre-Dame de l'Annonciation de Nancy (XVIIIe siècle)
- Basilique Saint-Nicolas-de-Port (XVe – XVIe siècles), érigée en basilique mineure en 1950,
- Basilique Saint-Epvre de Nancy (XIXe siècle), érigée en basilique mineure en 1874,
- Basilique du Sacré-Cœur de Nancy (XXe siècle), érigée en basilique mineure en 1905,
- Basilique Notre-Dame de Lourdes de Nancy (XXe siècle), érigée en basilique mineure en 1925,
- Basilique Notre-Dame de Sion (XVe – XIXe siècles), érigée en basilique mineure en 1933.

Par ailleurs, en 1867, le pape Pie IX octroya aux cathédrales de Nancy et de Toul les « indulgences des Stations qui se gagnent dans les diverses basiliques de Rome », ce qui créa parfois des confusions, certains pensant que ces édifices avaient été élevés au rang de basiliques mineures.

## Rites liturgiques célébrés dans le diocèse
- Rite romain :
  - Rite romain, actuelle forme ordinaire
  - Forme tridentine du rite romain

## Mouvements scouts présents sur le diocèse
- Scouts et Guides de France (SGdF)
- Association des guides et scouts d'Europe (AGSE)
- Europa-Scouts (ENF)

## Institutions associées ou annexes
- Évêché : installé place Stanislas jusqu'en 1905 à l'emplacement de l'actuel opéra de Nancy, il a été transféré en bordure immédiate de la place d'Alliance : 6 rue Girardet - 54005 Nancy cedex
- Officialité : dans chaque diocèse, il existe un tribunal ecclésiastique (pour régler les échecs matrimoniaux, séparations, contentieux, etc.) : 6 rue Girardet - 54005 Nancy cedex
- Il n'y a plus de grand séminaire : initialement installé dans l'hôtel des Missions Royales, l'ancien séminaire de Nancy, dont les bâtiments ont été confisqués en 1905, a été transféré dans l'ancienne chartreuse de Bosserville de 1907 à 1936, puis à l'Asnée à Villers-lès-Nancy, il fut de nouveau transféré dans le diocèse de Metz, au séminaire interdiocésain de Lorraine Saint-Augustin-Schoeffler en 2002 (ce dernier a fermé ses portes à l'été 2021 — il accueille désormais l’année de propédeutique pour la province ecclésiastique de Besançon ainsi que pour les diocèses de Metz et de Strasbourg). Le domaine de l'Asnée conserve désormais la bibliothèque diocésaine de l'évêché de Nancy et de Toul.
- Propédeutique : fondée en 1997, la propédeutique de Lorraine-Saint-Jean-Baptiste à Nancy accueillait, rue Drouin, les jeunes de Lorraine se posant la question de devenir prêtre pour une année de discernement et de « fondation spirituelle ». Elle a été transférée à Metz, dans les locaux de l'ancien grand séminaire, en septembre 2022.
- Bibliothèque diocésaine de Nancy : 50 000 volumes, dont 68 000 catalogués informatiquement. Outre un fonds historique religieux considérable, elle reçut par testament les 20 000 volumes de la bibliothèque du cardinal Tisserant.
- RCF Lorraine-Nancy 93.7 FM : radio diocésaine

## Statistiques
- En 1970, le diocèse comptait 650 000 baptisés pour 705 413 habitants (92,1%), servis par 699 prêtres (624 diocésains et 75 réguliers), 107 religieux et 1 279 religieuses dans 660 paroisses.
- En 1990, le diocèse comptait 662 000 baptisés pour 726 000 habitants (91,2%), servis par 487 prêtres (452 diocésains et 35 réguliers), deux  diacres permanents, 61 religieux et 795 religieuses dans 646 paroisses.
- En 2003, le diocèse comptait 653 000 baptisés pour 713 555 habitants (91,5%), servis par 334 prêtres (305 diocésains et 29 réguliers), 18 diacres permanents, 31 religieux et 502 religieuses dans 211 paroisses.
- En 2016, le diocèse comptait 675 086 baptisés pour 745 398 habitants (90,6%), servis par 174 prêtres (157 diocésains et 17 réguliers), 22 diacres permanents, 23 religieux et 348 religieuses dans 55 paroisses[7].
- En juin 2019, il y a eu une ordination sacerdotale pour le diocèse[8].